# Giffgaff
Giffgaff是一家总部位于英国的移动电话公司。作为一家移动虚拟网络電信运营商，Giffgaff使用O2的网络，是O2的全资子公司，成立于2009年11月25日。
Giffgaff与传统的移动电话运营商不同，区别在于其用户也可以参与公司的部份运营，如销售、客服、营销环节等。作为参与运营的回报，用户从公司的“回赠”（Payback）系统中获得补偿。

## 历史
Giffgaff的创始人名叫盖文·汤普森（Gav Thompson），他是O2的品牌战略总监。据报道，他于2008年在旧金山进修Web 2.0商务后，产生了这个灵感。Giffgaff宣言阐明了公司形成的原则。
Giffgaff一词在苏格兰英语中的意思是“互赠”，公司选用该词以体现宣言所概括的原则。Giffgaff的广告语为“您的移动网络您做主”，反映了用户通过各种活动帮助公司运营的事实。2010年，Giffgaff运营第一年就获得两项行业奖，11月获得福雷斯特风潮奖（Forrester Groundswell Award），在社会客户关系管理客户卓越奖（Social CRM Customer Excellence Awards）中获得最具创新社区奖（Most Innovative Community Award）。当年11月，Giffgaff还被营销协会（Marketing Society）提名为年度品牌（Brand of the Year）五大入围品牌之一，仅输给了百货商約翰·路易斯。

## 产品及服务

### SIM卡
公司核心产品为SIM卡，支持所有2G及3G标准服务。有两种方式可以获得SIM卡，一种是从官网直接预订，另一种是靠现有会员赠送（所谓“会员吸纳会员”计划）。收卡人收到从另一名会员那里预订的SIM卡时，激活并最低充值10镑，即可享受额外5镑话费奖励。以后充值可以使用英国信用卡、借记卡在官网支付，也可在支付网点如payzone epay或PayPoint购买电子代金券（eVoucher）在官网兑换。不像其它运营商，在商店里直接刷卡无法购买Giffgaff的充值卡。2010年6月启用电子代金券的支付方式。
会员需要已解锁的手机才能使用该SIM卡， O2网络的未解锁手机不受此限。除非SIM卡已购买千兆套餐（gigabags）（详见下文），公司条款禁止使用手机作为个人热点。
2010年4月15日，公司首推全新主打资费产品，名曰精品套餐（goodybags）。此类套餐包括短信、手机上网、通话时长礼包，价格不等，有效期以一个月为周期。精品套餐可以使用账户预存余额购买，也可以随时使用信用卡或借记卡购买。
2011年6月，冰淇林套餐（Hokey Cokey）面世，在价值5镑的精品套餐的基础上，每接听一分钟，均赠送额外免费呼出电话时长。同年10月17日，推出称为千兆套餐（Gigabags）的数据礼包，该套餐允许Giffgaff的SIM卡用于USB调制解制器及其它仅使用数据的设备，如iPad等。
2012年2月1日推出黑莓服务，和指定精品套餐配套使用，月均服务费为3镑。

## 客户服务
该公司的客服模式主要依赖会员解答他人提出的问题。当问题不能由会员直接解答时（如信用卡支付问题），也有一个小型的客服团队提供进一步服务。官网论坛有一个活跃的社区，可在社区裡提出各类问题，但解答不一定很明确。为提供提供更多服務管道，官网于2010年10月整合臉書（Facebook）及推特（Twitter）。

## Giffgaff实验室
新产品概念在Giffgaff实验室进行初步试验，然后为所有会员短暂开放。若广受欢迎，可能将其纳入主打产品，否则予以撤销。实验室产品也可能在发布之前由选定的社区会员进行第二阶段测试。
Giffgaff实验室的第一个产品于2010年9月诞生。该产品月付5镑，电话每分钟2便士，短信每条1便士。该产品在试验期满后予以撤销了。
实验室第二个产品的昵称为“冰淇林”，于2010年12月推出。客户支付5镑，获得60分钟通话时间、300条短信，每1分钟有效呼入电话赠送额外1分钟免费通话时长。该产品2011年6月离开实验室，成为正式产品。
黑莓服务几经推迟，于2012年2月1日离开实验室。

## 社区提供的软件应用
2010年7月，Giffgaff发布了两款iPhone应用和一款诺基亚应用，以帮助用户管理账户并访问论坛。发布公告中有一个值得注意的地方，即这些应用的开发者均为Giffgaff社区会员，并非公司成员。

## 回馈
Giffgaff的会员能够获得积分，积分亦可换钱，兑换方式有三种：预付话费、通过PayPal账户提取现金、或者捐给官网社区提名的某个慈善机构，该机构的价值观须与Giffgaff相匹配。每一积分对应一便士；每半年兑换一次，分别为6月15日及12月15日。最早一次回馈活动发生于2010年6月15日；最近一次发生在2011年12月，共计支付客户70多万镑。

## 外部連結
- 官方网站